# Србе на врбе
„Србе на врбе” је шовинистички слоган изведен из ксенофобичне песме „Бојни гром” или „Србе на врбе”, која је објављења у часопису „Словенец” 27. јула 1914. године, дан пре него што је Аустроугарска објавила рат Краљевини Србији. Популаризовао га је пред почетак Другог светског рата Миле Будак, главни усташки идеолог и један од оснивача усташког покрета. Током Другог светског рата у Независној Држави Хрватској су извођена масовна вешања Срба у склопу усташког прогона Срба.
У данашњој Хрватској, хрватски неонацисти, екстремни националисти и људи који се противе повратку Срба, често користе слоган. Графити са овом фразом су чести и медији су забележили цртеже са слоганима који су пронађени у црквама 2004, 2006. и 2008. године. Године 2010, банер са слоганом истакнут је усред туристичке сезоне на улазу у Сплит, туристичком чворишту Хрватске, током тениског меча у Дејвис купу између две земље. Полиција га је уклонила у року од неколико сати, а творац банера је касније ухапшен и оптужен за кривично дело.

## Ауторство
Песма је први пут цитирана од Марка Натлачена (према занимању адвокат и политик), на дан објаве рата, 28. јула 1914. за време прохабсбуршког митинга у центру Љубљане. Према речима Францета Коблара аутор је песник и римокатолички парох Фрањо Неубауер, који је службовао у Руми и Земуну.  Након цитирања те песме Марко Натлачен, стојећи на канделабру, узвикао је „Србе на врбе!”.